# Ofolanga
Ofolanga è un'isola del distretto di Pangai, divisione amministrativa di Ha'apai, nelle isole Tonga (Oceano Pacifico). 
Con i suoi 7 metri sul livello del mare, è circondata da una barriera corallina e da una laguna. Si trova a ovest-nordovest di Ha'ano ed è molto piccola, con meno di 2 km2 di superficie.
Vi è stato ritrovato un esemplare unico al mondo di Acanthoplesiops naka, un pesce della famiglia dei Plesiopidi.